# Topskarv
Topskarv (Phalacrocorax aristotelis) er en skarvefugl som er lidt mindre end en normal skarv (Phalacrocorax carbo) og med tyndere hals og næb. Den voksne fugl er sort med grønlig metalglans. Topskarvens føde består udelukkende af fisk. 
Dens længde er 68-75 cm lang og dens vingefang er 95-110 cm lang. Dens levealder er op til 15 år. 
Fuglen yngler i løse kolonier på klipper nær kysten.